# Muzeum přírody Český ráj
Muzeum přírody Český ráj je muzejní instituce nacházející se nedaleko Prachovských skal, v obci Prachov. Jedná se o součást areálu turistického centra, kde se nachází také turistická ubytovna. Muzeum je umístěno v dřevěné nízkopodlažní budově.
Zřizovatelem je Občanské sdružení Muzeum přírody Český ráj. Činnost této muzejní instituce je podporována Královéhradeckým krajem.

## Stálá expozice
Stálá expozice je rozdělena do tří menších celků:
- Příroda Prachovských skal
- Příroda Českého ráje
- Příroda Jičínska

Součástí stálých expozic je také zahrada a samostatná expozice Žabí ráj. Stálé expozice jsou zde umístěny a postupně doplňovány od roku 2003.
Expozice muzea představuje nedaleké skály, nejen jako příjemné místo pro turisty, horolezce, ale také jako významnou archeologickou lokalitu. Ve stále expozici je umístěna také sbírka minerálů a hornin. Místo zároveň odkazuje a připomíná, že bylo dějištěm bojů v prusko-rakouské válce. Lokalita je mimo jiné součástí CHKO Český ráj a Geoparku Český ráj.

### Zahrada

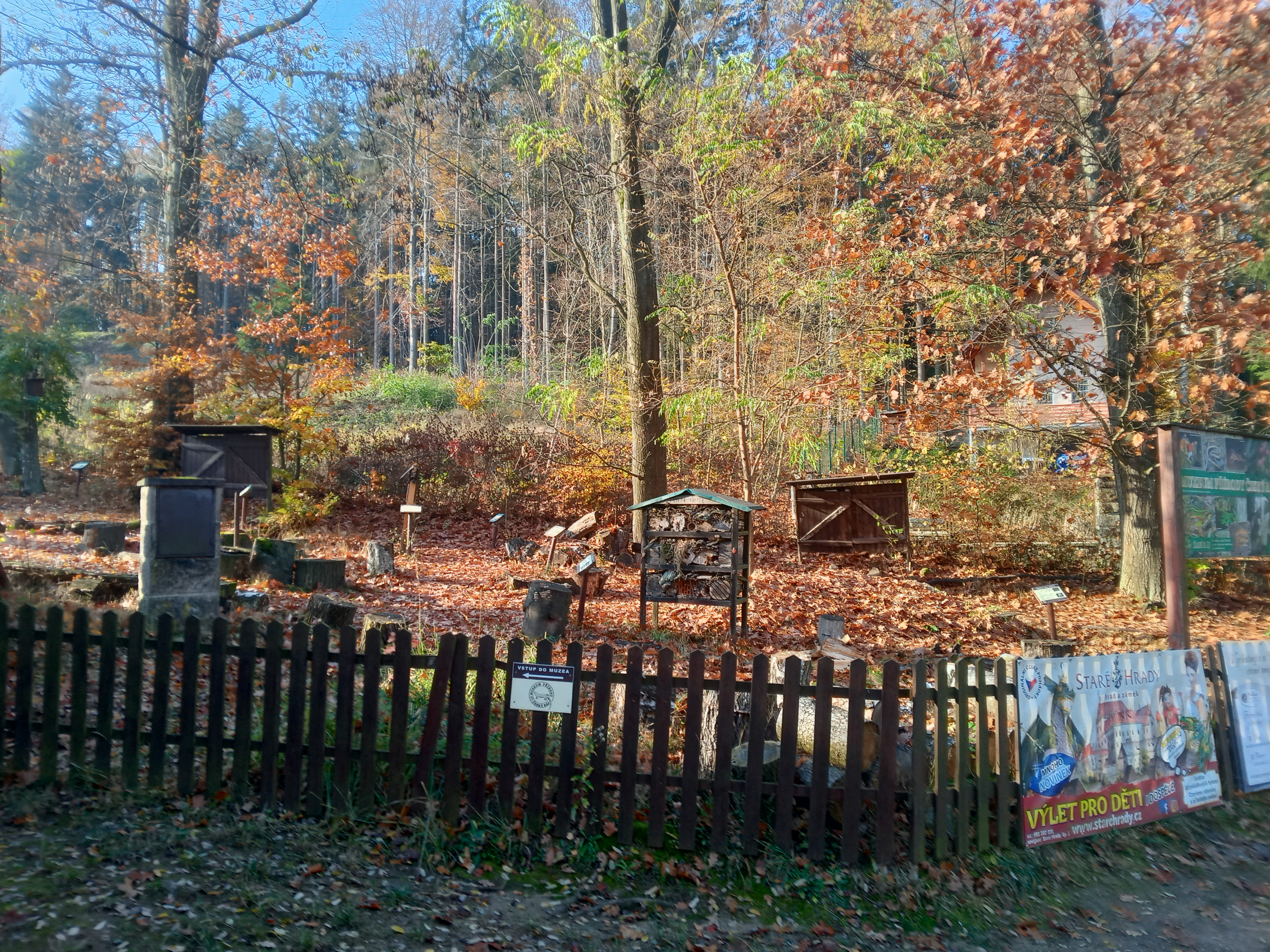
Muzeum přírody Český rá, zahrada

Součástí areálu je také minibotanická zahrada, ve které jsou kromě místních dřevin a bylin umístěna také terária a venkovní výběhy pro volně žijící živočichy. Umístěn je zde také hmyzí hotel a tůňka s prosklenou stěnou, kde žijí čolci, ještěrky, ropuchy, skokani a další obojživelníci. Muzeum je zaměřeno primárně na okolní přírodu a její ochranu, stejně jako na ochranu obojživelníků.  

### Expozice Žabí ráj

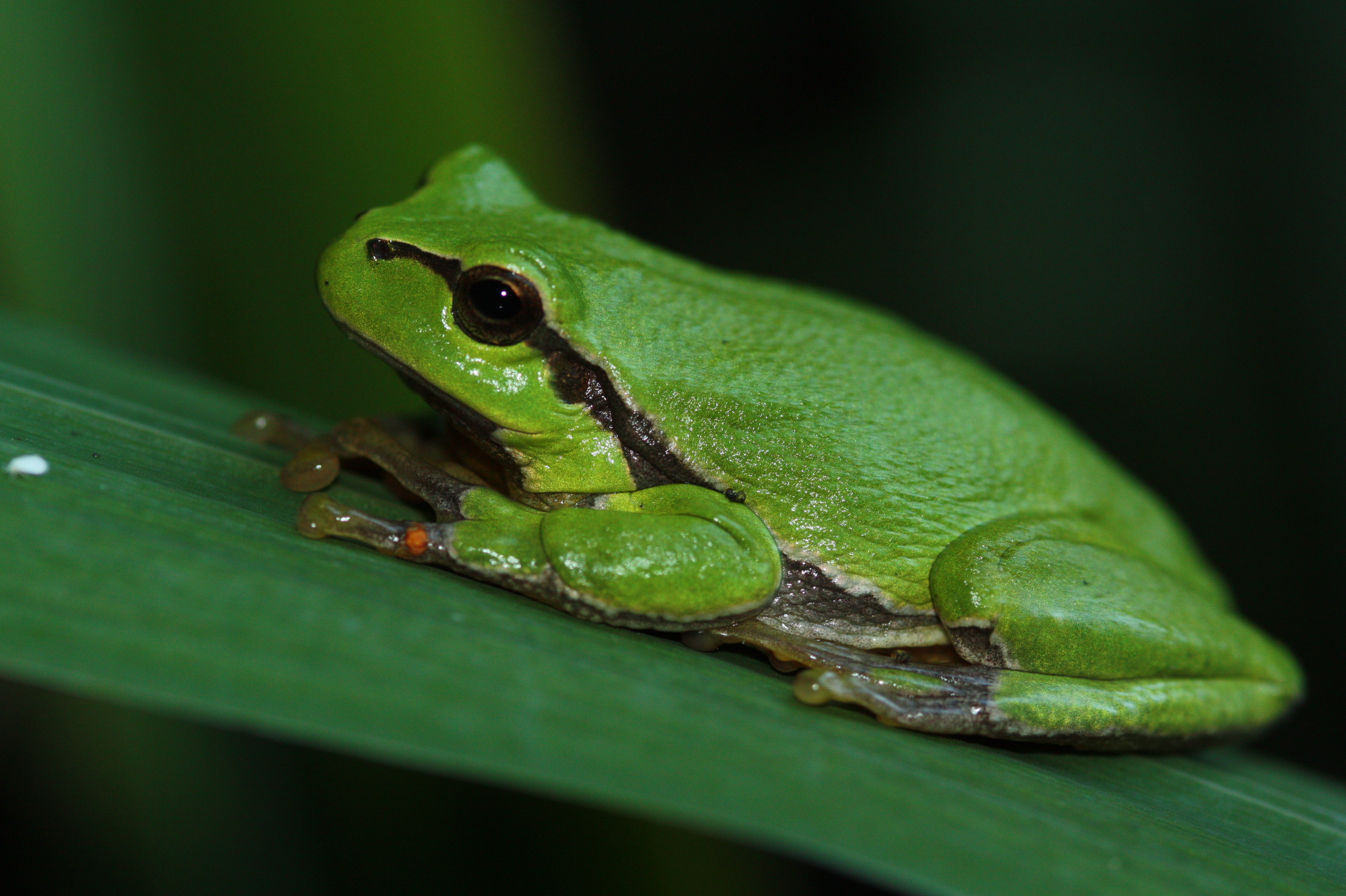
Rosnička zelená

Tato expozice přibližuje tzv. modré žáby, které žijí v naší přírodě. K vidění je také žabí betlém, figurky žab z celého světa. Středoevropské žáby jsou znázorněny na portrétech v malé galerii. Součástí expozice je část rozsáhlé sbírky předmětů ve tvaru žab, tvořených z různých materiálů a sloužící mnoha účelům. Vystaveny jsou mimo jiné žáby kamenné, plyšové, či skleněné. Sbírka těchto zajímavých předmětů pochází téměř ze všech kontinentů - Amerika, Asie, Evropa, Afrika.

## Činnosti muzea
Muzeum pořádá řadu výstav, přednášek a exkurzí pro dospělé i rodiny s dětmi, poskytuje ekoporadenství a pořádá přírodovědný zájmový kroužek. Naučné programy jsou připravovány pro rodiny, školní či táborové skupiny. Výukové programy pro mateřské, základní či střední školy jsou pořádány jak přímo v muzeu, tak v prostorách škol.

### Akce pro veřejnost
Muzeum přírody Český ráj se podílí na organizaci a přípravě několika veřejných akcí.

#### Obojživelník a Plaz roku
Každoroční akce s přednáškami a workshopy, kterou muzeum koordinuje. Na konci akce je vyhlášen Obojživelník a Plaz roku daného roku.
Muzeum je jediným institucionálním členem České asociace pro ochranu a výzkum obojživelníků a plazů HERPETA.

#### Tradiční vzpomínková akce 1866

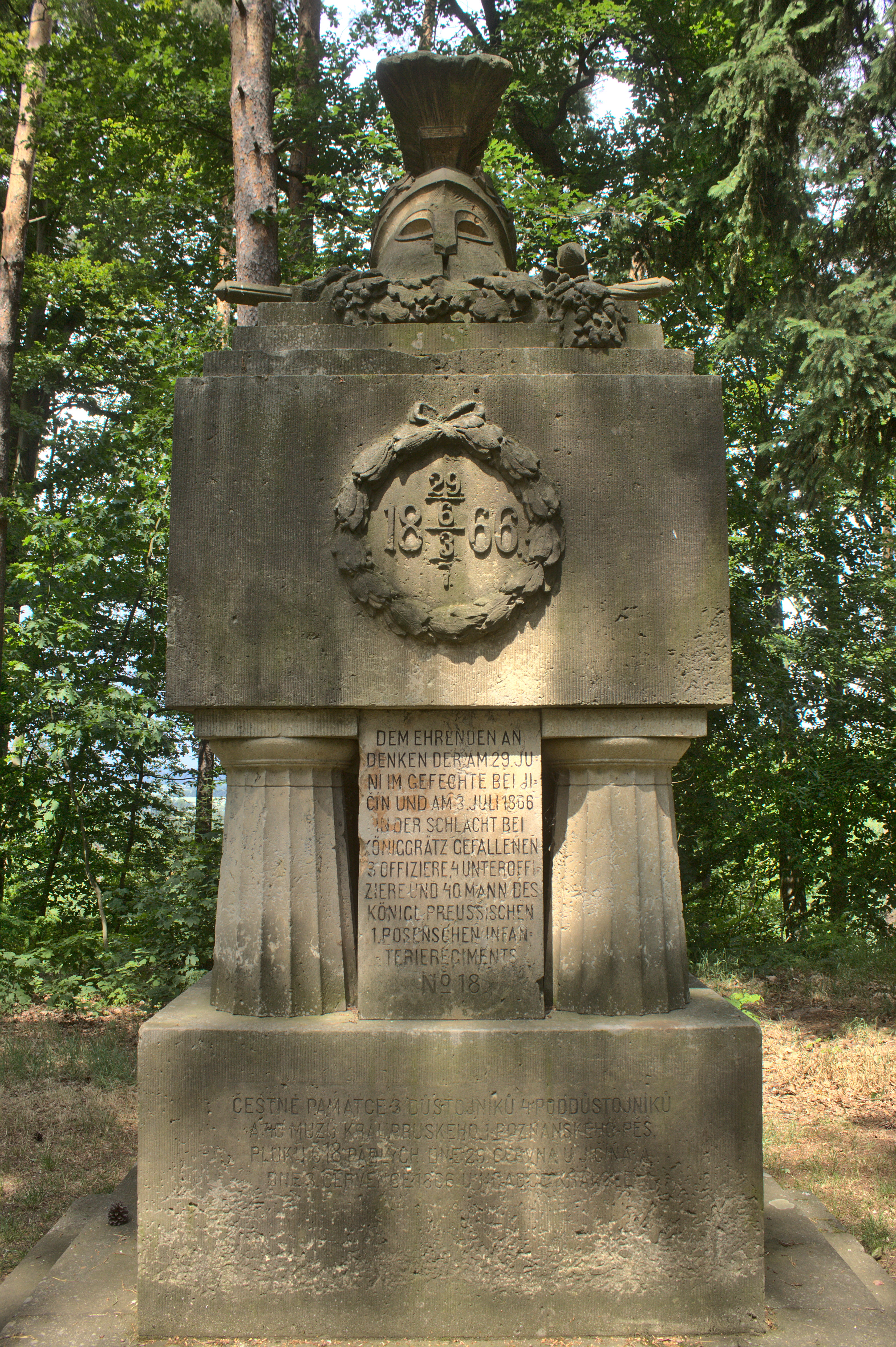
Pomník nedaleko areálu

Od roku 2006 je Muzeum přírody Český ráj organizátorem tradičních vzpomínkových akcí týkajících se roku 1866 na Jičínsku. Akce připomínající události prusko-rakouské války probíhají na autentických místech historických událostí. Oblast kolem Prachova a nedalekého Jičína je obsahuje mnoho pomníků, kde jsou pohřbeni padlí vojáci. Jeden pomník se nachází na pahorku přes silnici proti budově muzea. Od roku 2020 muzeum ve spolupráci s Klubem vojenské historie Jičín pořádá také týdenní Historické soustředění 1866.

#### Výstava betlémů
V předvánočním čase jsou ve všech místnostech muzea a v zahradě vystaveny betlémy, včetně žabího. Součástí akce je také tvořivá dílna.

#### Maraton Českým rájem(Bohemian Paradise Marathon)
Jedná se otevřené neatletické mistrovství ČR v klasickém maratonu. Muzeum je spoluorganizátorem akce. V areálu turistického centra a muzea probíhá prezence účastníků této sportovní akce. Závod je zařazen do poháru BONBON (Běžecký oddíl neambiciózních běžců) a poháru BEJK (Běžec Jičínské kotliny).

#### Zlatý list –⁠⁠⁠⁠⁠⁠ soutěž pro mladé přírodovědce
Jedná se tradiční přírodovědnou akci pořádanou Českým svazem ochránců přírody (ČSOP), na které se podílí také místní muzejní instituce. Soutěž je určena pro dětské kolektivy a zájemce o ochranu přírody. Cílem této akce je umožnit dětským skupinám s hlubším zájmem o přírodu, umožnit setkání, formou soutěže jsou pak ověřovány zkušenosti a znalosti dětí. V areálu Muzea přírody Český ráj probíhá v jarních měsících každoročně oblastní/místní kolo této přírodovědné soutěže. Dětské skupiny jsou rozděleny do tříčlenných hlídek, které prochází určenou trasou po okolí areálu. Na jednotlivých stanovištích jsou odborníky ověřovány znalosti a zkušenosti hlídek.

## Návštěvnost
| rok  | počet dní (otevřeno) | počet návštěvníků |
| 2024 | ?                    | 2 415             |
| 2023 | 123                  | 2 639             |
| 2022 | 103                  | 1 331             |
| 2021 | 100                  | 1 487             |
| 2020 | 107                  | 1 299             |

## Internetová meteostanice
V únoru 2019 zprovoznilo Muzeum přírody Český ráj svoji internetovou meteostanici, která byla pořízena za podpory Státního fondu životního prostředí. Meteostanice umožňuje online sledovat počasí v Prachově a okolí. Stanice vytváří místní předpověď počasí na čtyři dny.

## Spolky, organizace
Místní muzejní instituce spolupracuje s několika spolky a organizacemi zaměřenými na ochranu přírody.

### HERPETA –⁠⁠⁠⁠⁠⁠ Česká asociace pro ochranu a výzkum obojživelníků a plazů
Organizace zaměřená na výzkum, osvětu, ochranu přírody a environmentální výchovu. Tato organizace mimo jiné vydává odborné, informační a propagační materiály. Jedním z cílů je obecně ochrana českého přírodního a kulturního dědictví, dále hlavně ochrana, výzkum obojživelníků a plazů.

### Pozemkový spolek
Jedná se o dobrovolnou, nestátní, neziskovou organizaci zaměřenou na ochranu přírody a památek. V Česku je na 60 takovýchto pozemkových spolků. Národním pozemkovým spolkem je Český svaz ochránců přírody. Tyto spolky se dále zabývají údržbou chráněných území, péčí o biotopy chráněných či ohrožených živočichů.

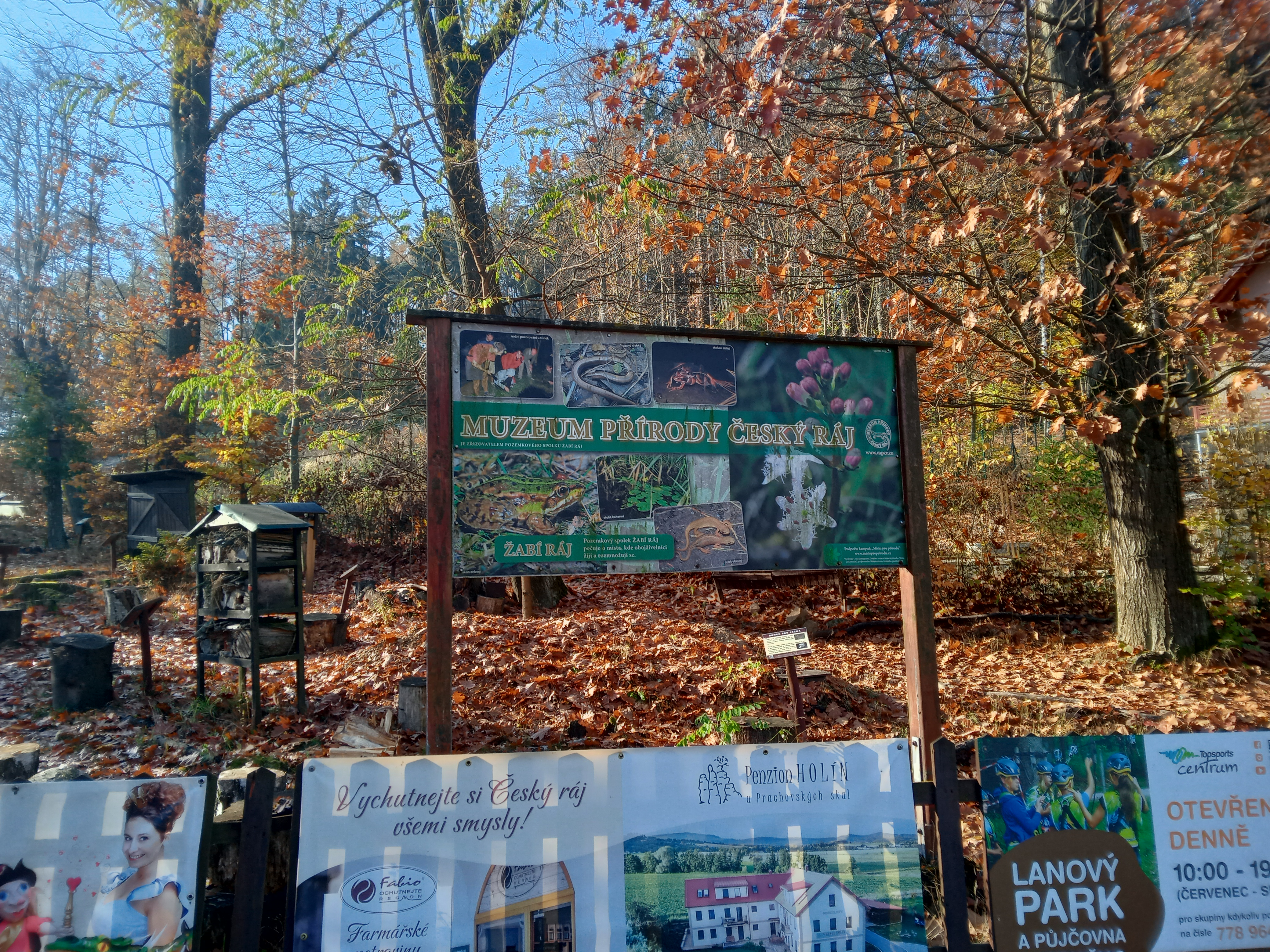
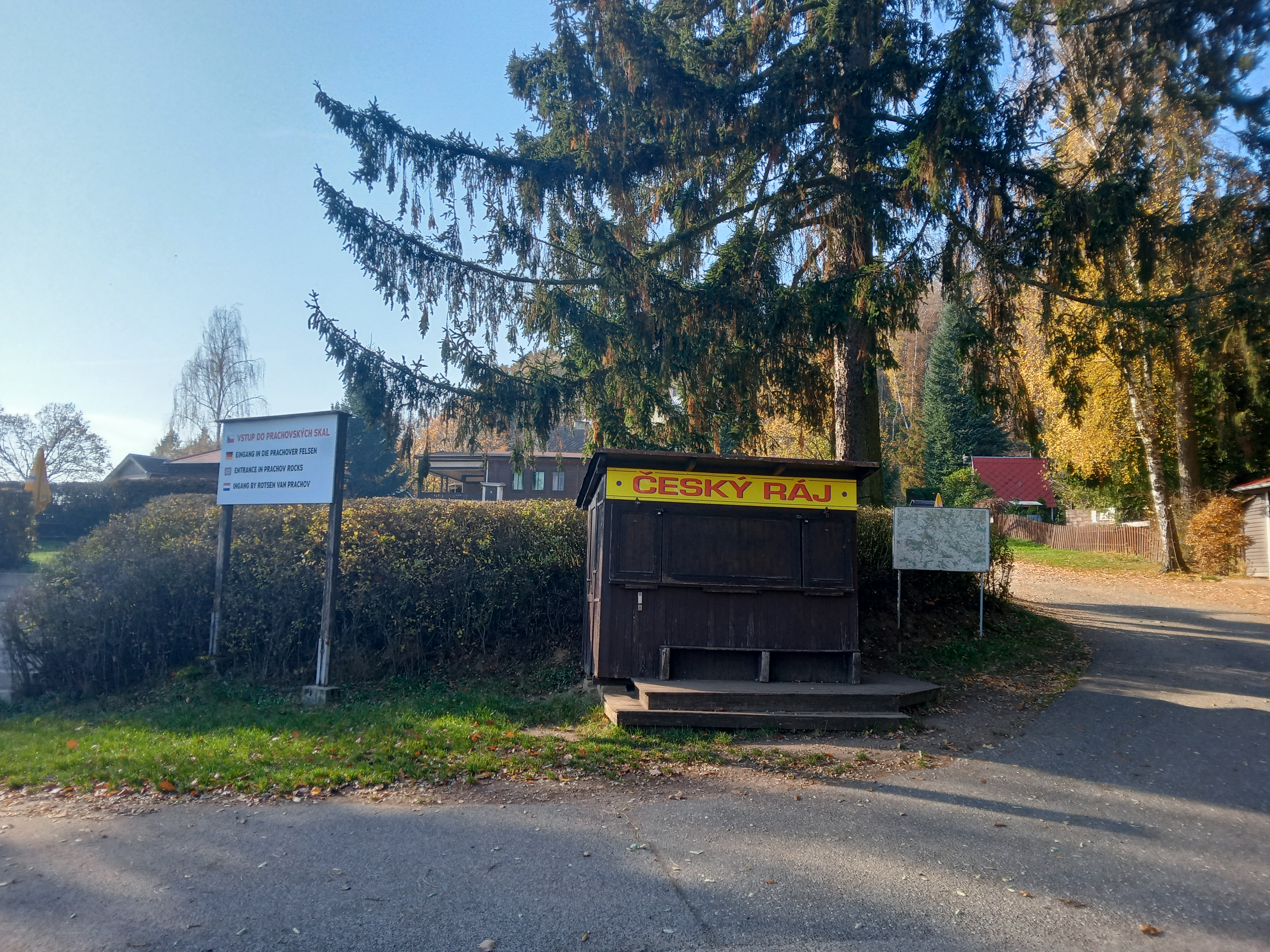
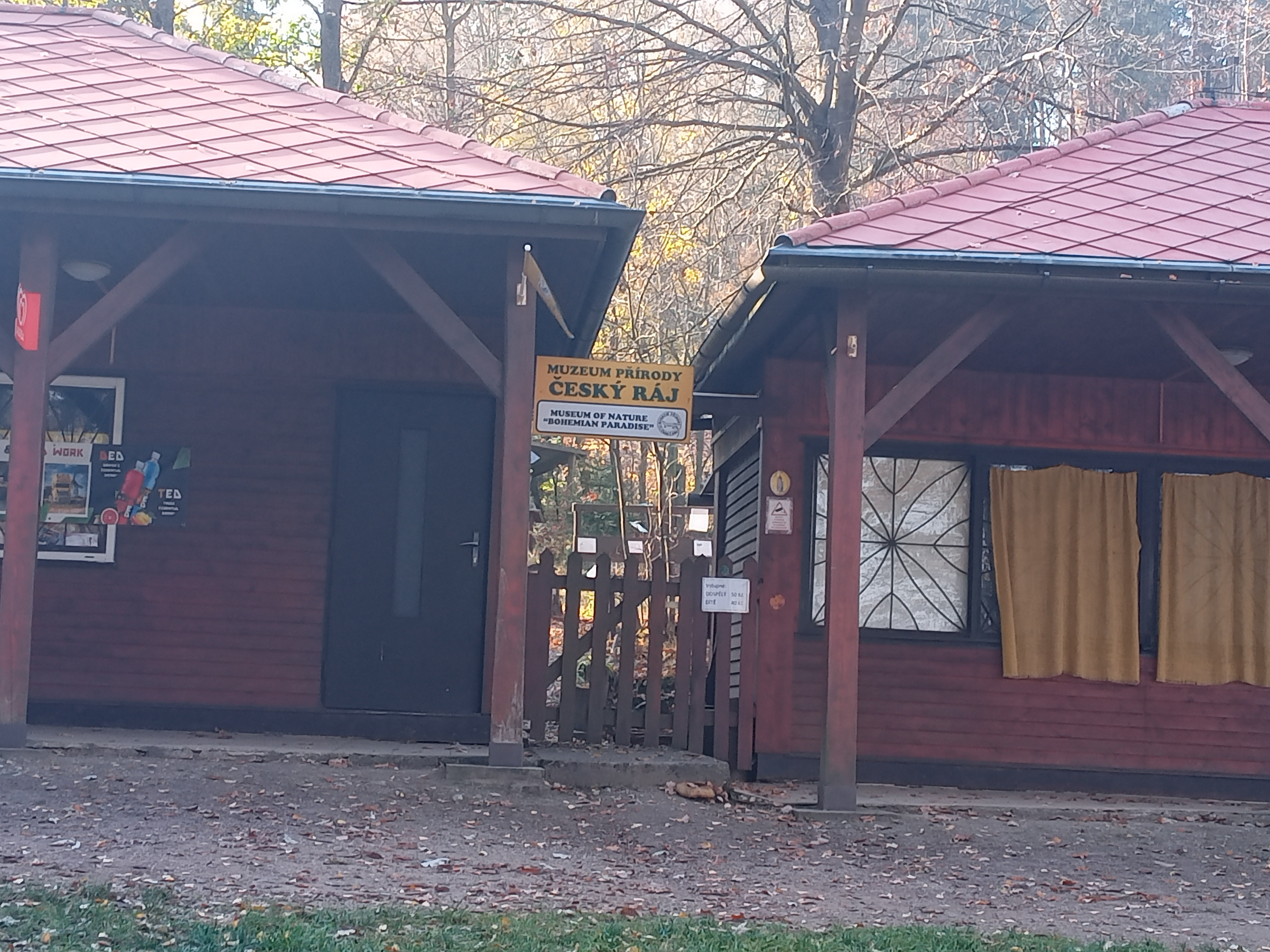